# Danemark aux Jeux olympiques de 1912
Le Danemark aux Jeux olympiques de 1912 participe à ses 4e Jeux olympiques.

## Bilan global
En dépit d’une modeste quatorzième place au classement des nations des Jeux olympiques de 1912, le Danemark  réalise à l’occasion des compétitions de Stockholm une performance respectable. Un seul titre olympique au bilan final mais douze médailles au total, glanées dans huit sports différents : Aviron,  Escrime,   Football, Lutte, Tir,  Gymnastique, Voile  et  Tennis. 
| Sport       | Médaille d'or, Jeux olympiques | Médaille d'argent, Jeux olympiques | Médaille de bronze, Jeux olympiques | Total |
| Aviron      | 1                              | 0                                  | 1                                   | 2     |
| Escrime     | 0                              | 1                                  | 0                                   | 1     |
| Football    | 0                              | 1                                  | 0                                   | 1     |
| Gymnastique | 0                              | 1                                  | 1                                   | 2     |
| Lutte       | 0                              | 0                                  | 1                                   | 1     |
| Tennis      | 0                              | 1                                  | 0                                   | 1     |
| Tir         | 0                              | 1                                  | 2                                   | 3     |
| Voile       | 0                              | 1                                  | 0                                   | 1     |
|             | 1                              | 6                                  | 5                                   | 12    |

## Liste des médaillés

### Médailles d'or
| Sport                     | Discipline                                                                            | Sportifs |
| Médailles d’or 1          |                                                                                       |          |
| Aviron                    |                                                                                       |          |
| Embarcations quatre barré | Ejlert Allert, Jørgen Hansen Carl Möller, Carl Petersen Poul Hartman, Barreur inconnu |          |

### Médailles d'argent
| Sport                                   | Discipline | Sportifs |
| Médailles d’argent 6                    | |          |
| Escrime                                 | |          |
| Epée individuelle                       | Ivan Joseph Martin Osiier |          |
| Football                                | |          |
| Equipe                                  | Paul Berth, Charles Buchwald, Hjalmar Christoffersen Harald Hansen, Sophus Hansen, Emil Jørgensen Ivar Lykke, Nils Middelboe, Oskar Nielsen Poul Nielsen, Sophus Nielsen, Anthon Olsen Axel Petersen, Axel Thufason, Vilhelm Wolfhagen |          |
| Gymnastique                             | |          |
| Système suédois par équipes hommes      | Peter Andersen, Valdemar Bøggild, Søren Peter Christensen Ingvald Eriksen, George Falcke, Torkild Garp Hans Trier Hansen, Johannes Hansen, Rasmus Hansen Jens Kristian Jensen, Søren Alfred Jensen, Karl Kirk Jens Kirkegaard, Olaf Kjems, Carl Larsen Jens Peter Laursen, Marius Lefèrve, Povl Mark Einar Olsen, Hans Pedersen, Hans Eiler Pedersen Olaf Pedersen, Peder Larsen Pedersen, Aksel Sørensen Martin Thau, Søren Thorborg, Kristen Vadgaard Johannes Vinther |          |
| Tennis                                  | |          |
| Simple dames                            | Sofie Castenschiold |          |
| Tir                                     | |          |
| Carabine libre à 300 m, trois positions | Lars Jørgen Madsen |          |
| Voile                                   | |          |
| 6 mètres JI                             | Nurdug II Steen Herschend, Hans Meulengracht-Madsen, Sven Thomsen |          |

### Médailles de bronze
| Sport                                   | Discipline | Sportifs |
| Médailles de bronze 5                   | |          |
| Aviron                                  | |          |
| Quatre de pointe avec barreur           | Erik Bisgaard, Rasmus Frandsen Mikael Simonsen, Poul Thymann Ejgil Clemmensen, Barreur inconnu |          |
| Gymnastique                             | |          |
| Système libre par équipes hommes        | Axel Andersen, Hjalmart Andersen, Halvor Birch Wilhelm Grimmelmann, Arvor Hansen, Christian Hansen Marius Hansen, Charles Jensen, Hjalmar Peter Johansen Poul Jørgensen, Carl Krebs, Vigo Madsen Lukas Nielsen, Rikard Nordstrøm, Steen Olsen Oluf Olsson, Carl Pedersen, Oluf Pedersen Niels Petersen, Christian Svendsen |          |
| Lutte                                   | |          |
| Poids lourds                            | Søren Marinus Jensen |          |
| Tir                                     | |          |
| Carabine libre à 300 m, trois positions | Niels Larsen |          |
| Carabine libre par équipes              | Niels Andersen, Jens Hajslund, Laurits Larsen Niels Larsen, Lars Jørgen Madsen |          |

## Sources
- (fr) Tous les podiums sur le site du C.I.O
- (en) Bilan complet sur le site olympedia.org